# Sultenabborrtjärnen, Jämtland
Sultenabborrtjärnen är en sjö i Strömsunds kommun i Jämtland och ingår i Ångermanälvens huvudavrinningsområde.